# تيترودوتوكسين
التيترودوتوكسين أو سم الأسماك الرباعية الأسنان (بالإنجليزية: Tetrodotoxin)‏ هو سم مميت فاستعمال كمية ضئيلة جدا منه سوف يسبب الشلل الشبيه بالموت للضحية لعدة أيام وفي نفس الوقت لا يفقد الضحية وعيه وهذا السم يكون قاتل إذا دخل عن طريق مجرى الدم ويكون قاتل بنسبة ضئيلة إذا دخل من الفم ويجد هذا النوع من السموم في الأسماك من نوع الينفوخية و أسماك النيص وغيرها.
يعتبر هذا السّم واحدًا من أشدِّ أنواعِ السمومِ غيرِ الحاويةِ للبروتين. إذ يعمل هذا السم على سدّ قنوات الصوديوم في الخلايا العصبيّة مؤدّيًا إلى تعطيل سريان جهد الفعل، مانعًا بذلك النقل عصبي.